# 고스트 라이더: 복수의 화신
고스트 라이더: 복수의 화신(Ghost Rider: Spirit of Vengeance)은 2012년 개봉한 미국의 영화이며 2007년 영화 고스트 라이더의 속편이다.

## 줄거리
루마니아 시골에서, 알코올 중독자 수도사 모로(Moreau)는 근처 수도원에 로아크의 세력이 대니라는 어린 소년을 납치하려 한다고 경고한다. 그들은 노쇠한 로아크의 정신을 대니의 몸으로 옮기는 의식을 행하려 한다. 총격전이 벌어지고 대니는 그의 어머니 나디아와 함께 탈출한다.
모로는 라이더를 자신 안에 가두기 위해 숨어있는 조니 블레이즈를 찾아간다. 모로는 대니를 찾는 데 라이더의 도움을 받는 대가로 조니의 영혼을 회복시키고 고스트 라이더의 저주를 풀어주겠다고 제안한다.
나디아와 대니는 나디아의 전 남자친구인 레이 캐리건에게 붙잡힌다. 그가 나디아를 처형하려 할 때 고스트 라이더가 나타나 캐리건의 부하 몇 명을 죽인다. 나디아는 고스트 라이더의 주의를 분산시키고, 고스트 라이더는 수류탄에 맞는다. 나디아는 탈출하지만 대니는 붙잡힌다. 캐리건은 로아크(실제로는 변장한 메피스토)에게 라이더의 방해에 대해 알리고, 로아크는 라이더가 자신을 추적하는 것을 막기 위해 대니에게 마법을 건다. 한편, 블레이즈는 병원에서 깨어나 떠나고, 나디아를 따라가서 그녀에게 자신의 도움을 받아들이도록 설득한다. 나디아는 대니가 로아크의 아들이라고 밝힌다.
그날 밤, 캐리건의 연락책을 심문한 후, 조니는 캐리건을 찾으러 떠난다. 라이더가 나타나 캐리건의 부하들을 공격하고, 강화된 광산 기계를 사용하여 그들의 은신처를 파괴하고 캐리건에게 치명상을 입힌다. 라이더는 나디아를 공격하고 그녀에게 회개의 시선을 사용하려 하지만, 대니가 그를 막을 수 있다. 로아크는 거의 죽은 캐리건을 발견하고 그를 소생시키며, 그가 만지는 모든 것을 부패시키는 능력을 부여한다.
조니와 나디아는 대니를 수도원으로 데려가고, 모로는 고스트 라이더가 자라토스라는 천사였으며 지옥에서 고문을 당하고 미쳐버렸다고 설명한다. 모로는 조니에게 조니만이 아는 비밀을 말하면 영혼을 쫓아낼 수 있다고 말한다. 조니는 로아크와의 거래가 이기적이었음을 고백한다. 그의 아버지는 암을 받아들이고 죽을 준비가 되어 있었지만, 조니는 그것을 받아들일 수 없었다. 모로는 영혼을 쫓아내고, 조니는 다시 인간이 된다. 수도원장 메소디우스는 대니를 죽이려 하지만, 캐리건은 수도사들을 죽이고 대니를 다시 붙잡는다.
로아크의 몸을 대니의 몸으로 옮기는 의식이 시작되고, 조니, 나디아, 모로는 의식에 잠입한다. 캐리건은 모로를 죽이고 대니는 고스트 라이더를 조니에게 돌려준다. 대니는 라이더에게 대낮에도 라이더 형태를 유지할 수 있는 능력을 부여하고, 라이더는 로아크를 추격한다. 라이더는 캐리건을 죽이고 로아크와 대니가 타고 있던 차를 뒤집은 다음, 사슬을 사용하여 로아크를 지옥으로 던져버린다. 로아크가 패배하자 자라토스는 제정신을 되찾고 정의의 영혼으로서 이전의 모습으로 돌아온다. 자라토스의 푸른 불꽃을 channeling하며 조니는 대니를 소생시킨다. 조니가 라이더 형태로 오토바이를 타고 떠나는 모습이 보이는데, 그의 오토바이와 몸의 불꽃은 이제 푸른색이다.

## 배역
- 니콜라스 케이지 - 고스트 라이더 / 자니 블레이즈
- 이드리스 엘바 - 모로
- 퍼거스 라이어던 - 대니 캐치
- 키어런 하인즈 - 로크
- 비올란테 플라시도 - 나드야
- 조니 휘트워스 - 레이 캐리건
- 스펜서 와일딩 - 그래닉
- 크리스토퍼 램버트 - 메토디우스